# دائرة منعة
دائرة منعة هي إحدى دوائر ولاية باتنة الجزائرية.